# فيدران مرادوفيتش
فيدران مرادوفيتش هو لاعب كرة قدم كرواتي في مركز الهجوم، ولد في 4 أكتوبر 1983 في زغرب في كرواتيا. لعب مع أوفي كريت وفيهرين ساندانسكي ونادي إنتينت ونادي سلافن بيلوبو ونادي سيليك زينيكا.

## وصلات خارجية
- فيدران مرادوفيتش على موقع قاعدة بيانات كرة القدم.إي يو (الإنجليزية)
- فيدران مرادوفيتش على موقع Soccerway.com (الإنجليزية)